# Rogério Klafke
Rogério Klafke (Porto Alegre, 26 de março de 1971) é um jogador de basquete brasileiro. Iniciou sua carreira na SOGIPA. Rogério Klafke é o recordista de pontos na história do Campeonato Brasileiro com 9.133 pontos em 510 jogos, alcançado em 16 de maio de 2007 ao marcar 36 pontos no jogo contra o Saldanha da Gama. Foi campeão brasileiro cinco vezes (Franca – 1997/1998, Vasco da Gama – 2000/2001 e Unitri/Uberlândia – 2004).